# Jodocus Stülz

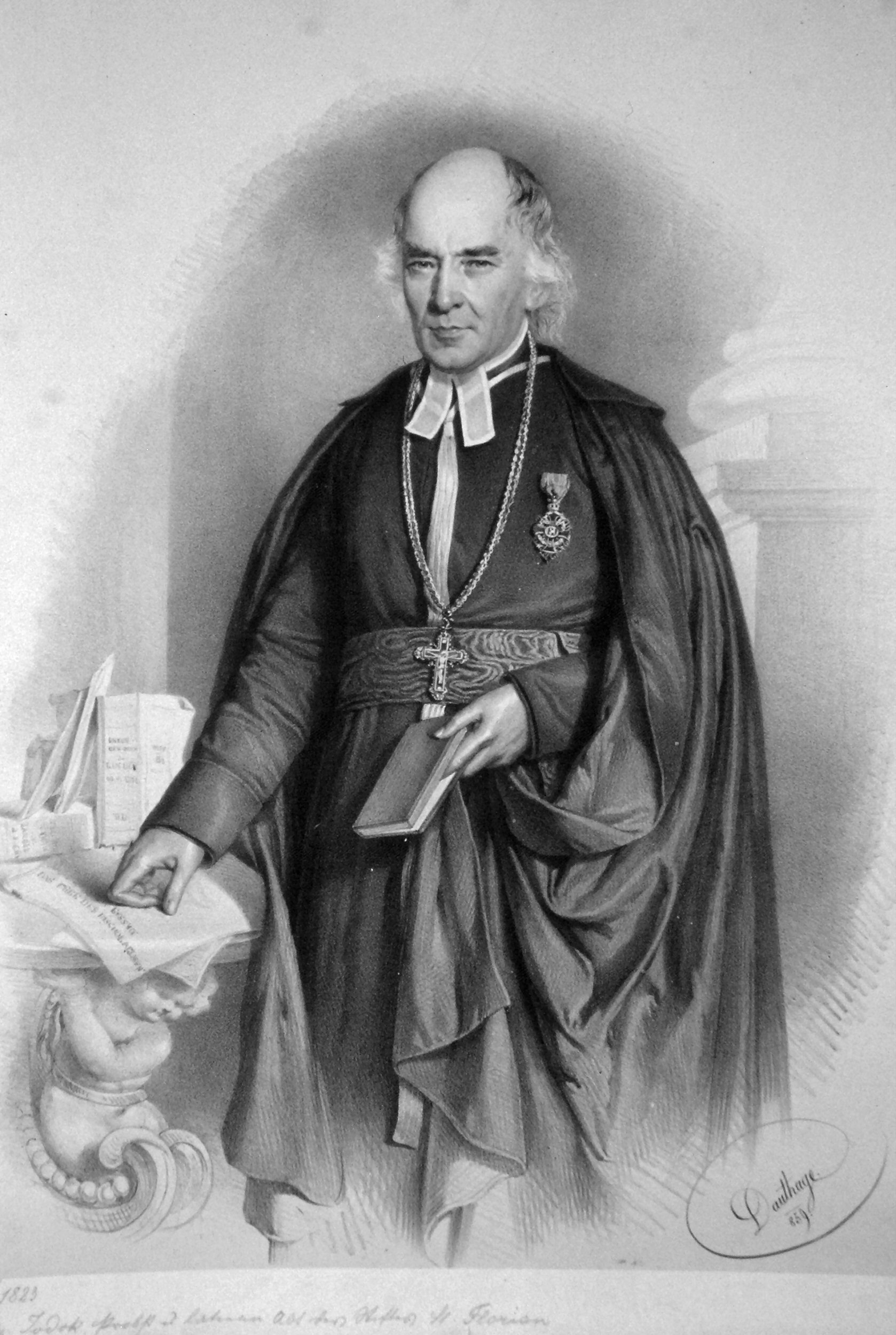
Jodok Stülz, Lithographie von Adolf Dauthage, 1859

Jodok (Jodocus) Stülz CanReg (* 23. Februar 1799 in Bezau; † 28. Juni 1872 in Bad Gastein) war ein Historiker, Geistlicher, Politiker und von 1859 bis 1872 Propst im Stift Sankt Florian.

## Leben und Wirken
Nach der Schulzeit in Kempten, Innsbruck und Salzburg trat Stülz 1820 als Novize im Augustiner-Chorherrenstift St. Florian (Oberösterreich) ein. Es folgte das Studium der Theologie und der Geschichtswissenschaft unter seinem Lehrer und Mitbruder, dem Historiker Franz Xaver Kurz. 1824 wurde Stülz zum Priester geweiht. Nach Studienaufenthalten in Wien (1829) und München (1833) veröffentlichte Stülz 1835 eine erste historische Monographie (Geschichte des regulierten Chorherrenstiftes St. Florian). 1840 erschien die Geschichte des Klosters Wilhering. 1844 wurde Stülz Mitglied der Bayerischen Akademie, 1846 erhielt er den Titel eines K.K. Reichshistoriographen und wurde 1847 Mitglied der neu gegründeten Kaiserlichen Akademie der Wissenschaften in Wien.
1848 nahm er am Vorparlament in Frankfurt teil und wurde Mitglied des Fünfzigerausschusses. Vom 2. Oktober 1848 bis zum 16. April 1849 war Stülz als Nachfolger Joseph Feßlers Abgeordneter für Bregenz in der Frankfurter Nationalversammlung, wo er zur Fraktion Pariser Hof zählte.
Ab 1859 stand Stülz dem Chorherrenstift St. Florian als Propst vor. Von 1861 bis 1866 war Stülz Abgeordneter im Oberösterreichischen Landtag, wo er an der Herausgabe des Urkundenbuch(es) des Landes o. d. Enns mitwirkte. Stülz verstarb im Alter von 73 Jahren während eines Kuraufenthaltes in Bad Gastein.

## Schriften (Auswahl)
- Geschichte des regulirten Chorherrn-Stiftes St. Florian. Ein Beitrag zur Geschichte des Landes Oesterreich ob der Enns. Haslinger, Linz 1835 (Digitalisat).
- Kaiser Maximilians Hinscheiden in der Burg zu Wels. In: Jahrbuch des Oberösterreichischen Musealvereines. Jahrgang 3, Linz 1839, S. 87–94 (zobodat.at [PDF]).
- Geschichte des Cistercienser-Klosters Wilhering. Ein Beitrag zur Landes- und Kirchengeschichte Oberösterreichs. Haslinger, Linz 1840 (Digitalisat).
- Geschichte des Klosters des heiligen Geist-Ordens zu Pulgarn. In: V. Jahresbericht des Museums Francisco-Carolinum in Linz. Nebst der zweiten Lieferung der Beyträge zur Landeskunde von Oesterreich ob der Enns und Salzburg. Linz 1841, S. 60–110 (zobodat.at [PDF]).
- Zur Genealogie des Geschlechtes der Herren von Capellen. In: Jahrbuch des Oberösterreichischen Musealvereines. 6. Jahrgang, Linz 1842, S. 73–167 (zobodat.at [PDF]).
- Propst Gerhoch I. von Reichersberg. In: Denkschriften der Kaiserlichen Akademie der Wissenschaften. Philosophisch-Historische Classe. Band 1, 1850, S. 113–166 (digitale-sammlungen.de).
- Zur Charakteristik des Freiherrn Georg Erasmus von Tschernembl und zur Geschichte Österreichs in den Jahren 1608–1610. In: Archiv für Kunde österreichischer Geschichts-Quellen. Band 9, Wien 1853 (bsb-muenchen.de).
- Ein Fragment aus der Chronik des ehemaligen Stiftes regulirter Chorherren zu Ranshofen am Inn. In: Bericht über das Museum Francisco-Carolinum. Band 13, Linz 1853, S. 3–35 (zobodat.at [PDF]).
- Das Leben des Bischofes Altmann von Passau. In: Denkschriften der Kaiserlichen Akademie der Wissenschaften. Philosophisch-Historische Classe. Band 4, 1853, S. 219–287 (digitale-sammlungen.de).
- Schicksale des Klosters und der Umgebung von Ranshofen im baierischen Erbfolge-Kriege 1504. In: Bericht über das Museum Francisco-Carolinum. Band 14, 1854, S. 3–32 (zobodat.at [PDF]).
- Zur Geschichte der Pfarre und der Stadt Vöcklabruck. In: Bericht über das Museum Francisco-Carolinum. Band 17, 1857, S. 1–190 (Digitalisat).
- Ueber die Abstammung der Herren und Grafen von Schaunberg. In: Jahrbuch des Oberösterreichischen Musealvereines. Jahrgang 21, Linz 1861, S. 1–13 (zobodat.at [PDF]).
- Zur Geschichte des Grafen Ulrich von Schaunberg. In: Jahrbuch des Oberösterreichischen Musealvereines. Jahrgang 21, Linz 1861, S. 15–25 (zobodat.at [PDF]).
- Zur Geschichte der Herren und Grafen von Schaunberg. In: Denkschriften der Kaiserlichen Akademie der Wissenschaften. Philosophisch-Historische Classe. Band 12, Wien 1862, S. 147–368 (digitale-sammlungen.de; enthält außerdem: Regesten zur Geschichte der Herren und Grafen von Schaunberg und Mauthtarif an der Mauth zu Aschach im Jahre 1370 (Aus einem gleichzeitigen Urbar auf Pergament in St. Florian). S. 365–367; und Der Zoll zu Eferding. S. 367–368).
- Berholt Preuhaven, der berühmte Deutschordens-Comthur, ein Oberösterreicher aus Steyr. In: Jahrbuch des Oberösterreichischen Musealvereines. Jahrgang 25, Linz 1865, S. 1–21 (zobodat.at [PDF]).

## Würdigung
Zu Stülz’ Namenstag am 13. Dezember 1855 komponierte Anton Bruckner die Kantate Sankt Jodok spross aus edlem Stamme, die in den ersten acht Zeilen vom heiligen Jodokus handelt, danach aber ein Loblied auf Jodok Stülz ist.
In Dornbirn wurde der Jodok-Stülz-Weg nach ihm benannt.